# Аркада (гра)
Аркада (англ. arcade) — поширений в індустрії відеоігор термін, що позначає ігри з навмисно примітивним ігровим процесом. Деякі ресурси про відеоігри виділяють їх як окремий жанр і зараховують до них платформери.
У світовій практиці, аркадами називаються ігри для аркадних ігрових автоматів. Це вважається не окремим жанром ігор, а ігровим напрямком. Відеогра називається «аркадною» в тому випадку, якщо вона прямо портована з автомата або ж схожа по концепції з іграми для автоматів. Наприклад, до аркадних ігор належать всі проекти жанрів «файтинг» (fighting), частина ігор жанру «гонки» (racing), частина ігор жанру «шутер» (shooter). До них ніколи не належать рольові ігри, симулятори (крім так званих «Танцювальних симуляторів»), стратегії.
Найчастіше аркадам безпосередньо протиставляються симулятори. Наприклад, якщо мова йде про жанр «перегонів», то окремі його представники можуть бути «аркадами», «симуляторами», або (найчастіше) чимось середнім. Гонки Need for Speed (крім Porsche, ProStreet, серії Shift) — типовий приклад аркад, в той час як GTR — симулятор.
Аркади в традиційному сенсі цього слова практично не виходять на ПК (одне з виключень — Guilty Gear XX), звідси та плутанина в термінології. Найбільше аркадні ігри поширені на ігрових приставках (в тому числі і портативних) і, зрозуміло, аркадних автоматах.

## Перші аркадні ігри
Перші ігрові автомати працювали після вкидання монет або жетонів. Найбільш ранні аркадні автомати використовували механічний рахунок, і лише 1970 з'явився електронний. Першою аркадною грою цього типу була Galaxy Game, розроблена в 1971 році. Гра дебютувала в Стенфордському університеті але ніколи не використовувалась на комерційній основі. У тому ж році з'явився перша комерційна гра Computer Space, але гру було важко зрозуміти.

## Види аркад
Не слід їх плутати з іграми для аркадних ігрових автоматів.

### Аркадні гонки
Аркадні гонки (англ. Arcade Racing) характеризуються вкрай примітивним і до межі спрощеним геймплеем, які не мають нічого спільного з реальністю, управлінням і поведінкою автомобілів.
- Wacky Wheels[en]
- Street Racing Syndicate[en]

### Класичні аркади
Суть класичних аркад (англ. Classic Arcade) пояснити досить складно. Зазвичай головною метою є проходження рівня за максимально короткий проміжок часу, збір всіх бонусів на рівні та отримання максимальної кількості очок. Сюди ж можна віднести різноманітні ігри типу Breakout (Arkanoid) і Пінбол.
- Pac-Man
- Digger
- Battle City
- Qix
- Xonix

### Бійки, боротьба
У бійках (англ. Fighting, Wrestling) два персонажа б'ються на арені, застосовуючи різні удари, кидки та комбінації. Характеризується великою кількістю персонажів (бійців) і ударів (іноді понад сто для кожного персонажа). Жанр не популярній на PC через орієнтацію на спільну гру, а на клавіатурі досить проблематично одночасно грати вдвох. Проте добре розвинений на ігрових приставках. За деякими іграм цього жанру навіть проводяться світові чемпіонати. Найчастіше в деяких іграх на арені можуть зійтися і чотири противника одночасно, наприклад в Guilty Gear Isuka. Для управління в таких іграх рекомендується геймпад.
- Mortal Kombat
- Street Fighter
- Tekken
- Guilty Gear

### Платформери
Поняття платформерів (англ. Platformer) прийшло з ігрових приставок (консолей). Саме там цей жанр найпопулярніший. Основним завданням гравця є подолання перешкод (ям, шипів, ворогів і т. д.) за допомогою стрибків. Найчастіше доводиться стрибати по абстрактно розставленим в повітрі «паличкам» (т. з. платформам), звідси і пішла назва жанру.
- Mega Man
- Super Mario Bros
- Sonic the Hedgehog
- Disney's Aladdin
- Captain Claw
- I wanna be the guy
- Super Meat Boy
- Jazz Jackrabbit

### Shoot'em up
У shoot 'em up гравцеві пропонується знищувати ворогів та збирати бонуси, які з'являються на екрані, щодо аркадних ігор, зазвичай з постійною прокруткою рівня в одному напрямі. По напрямку руху розрізняють вертикальні (знизу вгору) і горизонтальні (зліва направо) скролери. Жанр був дуже популярний в середині 90-х років, у 2000—2010-ті скролери практично не випускаються. Із сучасних ігор цього жанру можна відзначити Jets'n'Guns і серію Touhou, приклади інших ігор:
- AirStrike 3D
- DemonStar
- KaiJin
- Sea Dragon

### Віртуальний тир
Віртуальний тир (англ. Virtual Shooting) зародився на ігрових автоматах, згодом перейшов на інші ігрові платформи, включаючи ПК. Ігровий процес представляє відстріл ворогів котрі несподівано з'являються, але на відміну від екшенів ми не можемо керувати рухом гравця або камерою, всю гру ми ніби їдемо по «рейках». У зв'язку з цим іноді роблять відеотіри, тобто всю гру знімають на відеокамеру, в певних місцях підставляючи різні варіанти відео уривків. Також «віртуальним тиром» сучасні гравці іноді жартома називають одноманітні і прості за складністю шутери (наприклад, «Soldier of fortune 3: Payback»).
- Mad Dog McGee
- Серія House of the Dead

### Інші аркади
Ігровий процес в них підпадає під визначення «аркади», вони, як правило, дуже динамічні, а метою в них є збір всіх бонусів або набір максимально можливої кількості очок. Однак від представників інших різновидів цього жанру їх зазвичай відрізняють будь оригінальні знахідки розробників, що не дозволяють приписати ці ігри до однієї з перерахованих вище категорій.
- Icy Tower[en]
- Elasto Mania